# Theodor Haltenorth
El Dr. Theodor Haltenorth (18 de mayo de 1910 - 30 de enero de 1981) fue un Mastozoólogo alemán. Trabajó principalmente en Múnich, Baviera, Alemania, y fue una figura clave en el Proyecto Quagga. También taxonomizó el gato montés de Creta en 1953.